# Puits de pétrole à Bóbrka
Le Puits de pétrole à Bóbrka, actuellement Musée de l'industrie du pétrole et du gaz (en polonais Muzeum Przemysłu Naftowego i Gazowniczego im. Ignacego Łukasiewicza est le premier puits de pétrole au monde, fondé en 1854 par Ignacy Łukasiewicz.

## Historique
Dans les années 1854-1880 plus de 60 puits ont été creusés à la main. Leur profondeur atteint 150 mètres.
Au milieu du site se trouve un obelisque érigé par Ignacy Łukasiewicz en 1872 pour commémorer la fondation des puits.
En 1982 un buste d'Ignacy Łukasiewicz a été mis en place.